# Carlo Degli Esposti
Carlo Degli Esposti (Bologna, 9 dicembre 1953) è un produttore cinematografico italiano.

## Biografia
Da giovane, Carlo Degli Esposti milita nel gruppo Lotta Continua. Si trasferisce a Roma nel 1972. Intraprende, inizialmente, la carriera giornalistica.
Attratto dal mondo cinematografico, fonda la società Palomar a metà degli anni Ottanta. La casa di produzione si specializza, inizialmente, nel settore documentaristico.   
Nel 1992 viene eletto amministratore unico di Cinecittà. Abbandona l'incarico alla fine degli anni Novanta per dedicarsi alla realizzazione seriale de Il commissario Montalbano. 
Ha prodotto, tra gli innumerevoli progetti pluripremiati, Il giovane favoloso, La paranza dei bambini e Volevo nascondermi.

## Filmografia parziale
- Tutti gli uomini del deficiente (1999)

- Ricette d'amore (2001)

- Giovanni Falcone - L'uomo che sfidò Cosa Nostra (2006)

- Noi credevamo (2010)

- L'intrepido (2013)

- Il giovane favoloso (2014)

- Piuma (2016)

- Favola (2017)

- La paranza dei bambini (2019)

- Volevo nascondermi (2020)

- Grazie ragazzi (2023)

### Televisione
- Studio Battaglia (2022-2024)

- Il conte di Montecristo (2025)

- Storia della mia famiglia (2025)
- Sara - La donna nell’ombra (2025)

## Riconoscimenti
- 2011 - David di Donatello
  - Miglior film

- 2024 - Taormina Film Festival
  - Cariddi d'Oro alla Carriera[3]